# 林玮婕
林瑋婕（Jade Lin, 1981年2月21日－），出身台湾電視媒體的新聞主播。

## 經歷
台灣高雄市出生，台北北一女中畢業後，先考取台灣大學歷史系，大二轉系至台灣大學政治系並順利畢業；大三在學期間考入台北飛碟電台，負責主持週六早晨音樂節目，之後前往英國萊斯特大學，修讀大眾傳播碩士，亦曾負笈前往德國波昂大学攻讀國際關係碩士學位，主要研究歐盟議題，是一名通曉英語、德語的資深新聞媒體工作者。平日熱衷跑步運動，曾多次參加東京、雅典、上海等多場國際馬拉松賽，並順利完成比賽。
德國留學取得碩士學位後返台，加入台灣壹電視新聞台，專職新聞主播，主要負責壹電視新聞台國際新聞節目主播，在壹電視新聞台任職期間，接到香港知名媒體人沈蓓蓓邀請，飛赴香港工作，2012年正式加入鳳凰衛視，最早擔任鳳凰資訊台的港聞組記者，後專職該台新聞主播、節目主持人，2020年11月離開任職長達8年的鳳凰衛視，2021年4月正式前往中國內地發展，現旅居上海，任職上海復星集團旗下的復星旅文，出任企業傳播暨營銷執行總經理一職，負責復星旅文的品牌傳播營銷工作，並同時擔任復星旅文的新媒體主播。

## 學歷
- 北一女中
- 台灣大學政治系
- 英國萊斯特大学碩士
- 德國波昂大学碩士

## 事業歷程
- 台灣飛碟電台節目主持
- 2010年12月至2012年2月29日：壹電視新聞台主播
- 2012年3月至2020年11月：鳳凰衛視记者、主播、主持人
- 2021年4月：復星國際復星旅文企業傳播暨營銷執行總經理兼新媒體主播

## 作品
主播
| 年份 | 頻道           | 節目                 | 備註 |
|      | 壹電視新聞台   | 《壹夜新聞》         |      |
|      | 鳳凰衛視資訊台 | 《鳳凰正點播報》     |      |
|      | 鳳凰衛視資訊台 | 《鳳凰焦點新聞》     |      |
|      | 鳳凰衛視資訊台 | 《鳳凰早班車》       |      |
|      | 鳳凰衛視資訊台 | 《鳳凰午間特快》     |      |
|      | 鳳凰衛視資訊台 | 《鳳凰子夜快車》     |      |
|      | 鳳凰衛視資訊台 | 《鳳凰周末晨早播報》 |      |
|      | 鳳凰衛視資訊台 | 《鳳凰周末正午播報》 |      |

主持
| 年份 | 頻道           | 節目             | 備註 |
|      | 壹電視新聞台   | 《國際下午茶》   |      |
|      | 壹電視新聞台   | 《壹電視記者會》 |      |
|      | 鳳凰衛視資訊台 | 《衝動奧運》     |      |
|      | 鳳凰衛視資訊台 | 《新聞今日談》   |      |
|      | 鳳凰衛視資訊台 | 《天下被網羅》   |      |
|      | 鳳凰衛視資訊台 | 《媒體大攝匯》   |      |
|      | 鳳凰衛視資訊台 | 《金石財經》     |      |
|      | 鳳凰衛視中文台 | 《皇牌大放送》   |      |
|      | 鳳凰衛視中文台 | 《鳳凰大視野》   |      |
|      | 鳳凰衛視中文台 | 《全媒體大開講》 |      |